# Red Skull
Red Skull is een fictieve superschurk uit de strips van Marvel Comics, en de aartsvijand van Captain America. Het karakter werd geïntroduceerd tijdens de Golden age in Captain America Comics nr. 7. Zijn eerste moderne optreden was in Tales of Suspense nr. 66.
De Nederlandse stem van Red Skull is Paul Disbergen maar voorheen was dit Timo Bakker.

## Geschiedenis
The Red Skull, Johann Schmidt, was een voormalige nazi-generaal en vertrouweling van Adolf Hitler. Hij is lid geweest van HYDRA en een vijand van Captain America, S.H.I.E.L.D. en de Avengers. Zijn herinneringen en persoonlijkheid werden bij wijze van experiment overgebracht in het gekloonde lichaam van Captain America, waardoor hij de perfecte mens werd. Hoewel hij vermoord is, wist hij zijn geest over te brengen in het lichaam van Aleksandr Lukin en leeft aldus voort.

### Tweede Wereldoorlog
Chronologisch verscheen de eerste Red Skull gedurende de Tweede Wereldoorlog. Deze Red Skull was George John Maxon, een Amerikaanse zakenman en nazi-agent die een groep spionnen en saboteurs leidde. Hij bevocht Captain America tijdens diens eerste missies en werd bij hun laatste ontmoeting gedood, hoewel hij later terug zou keren tijdens de Silver Age. Echter, toen hij tijdens de Silver Age weer opdook besloten de schrijvers dat John in feite een dubbelganger was van de "echte" Red Skull, Johann Schmidt, die nog leefde. Daarmee werd Johann Schmidt de eerste Red Skull, en John Maxon de tweede.
Zoals bij veel superschurken had Johann Schmidt een traumatische jeugd wat hem tot waanzin dreef. Zijn moeder was gestorven bij de geboorte en zijn alcoholische vader had geprobeerd het kind te doden; de dokter weerhield hem en hij pleegde zelfmoord. Schmidt groeide op op straat, wat zijn haat tegen de mensheid veroorzaakte. Gedurende de opkomst van het Derde Rijk had Johann een baan als receptionist in een hotel, waar hij werd gerekruteerd door Adolf Hitler. Johann onderging speciale training en kreeg zijn speciale uniform met het rode schedelachtige masker. Zijn rol was om de belichaming van de nazi-intimidatie te worden. Daarom werd hij tot hoofd van de terroristische activiteiten van de nazi´s benoemd. Red Skulls aanslagen in Europa maakten dat de Amerikaanse overheid besloot hun eigen soldaat te maken die Red Skull’s gelijke zou zijn. Dit werd Captain America.
De twee vochten meerdere malen gedurende de oorlog. In hun laatste gevecht werd de Skull begraven onder het puin van een gebombardeerd gebouw. Omdat hij werd blootgesteld aan een experimenteel gas in dat gebouw, raakte hij in een vorm van schijndood die jaren zou duren.

### Na de Tweede Wereldoorlog
In 1953 nam de Communistische agent Albert Malik de identiteit van de Red Skull over. Hij vocht onder andere tegen de op dat moment actieve versie van Captain America, die Steve Rogers’ identiteit had overgenomen. Maar toen deze Captain America werd opgesloten omdat zijn foute behandeling met het super soldaten serum hem tot waanzin dreef, ging Albert door met zijn activiteiten en verbrak zijn band met de Sovjet-Unie. Hij was onder andere verantwoordelijk voor de dood van Richard en Mary Parker, de ouders van Peter Parker.

### Moderne tijd
Johann, de originele Red Skull, werd door de terroristische organisatie HYDRA uit zijn schijndood gewekt. Hij ontwikkelde al snel een eigen ambitie voor wereldoverheersing en de dood van Captain America. Toen hij ontdekte dat Albert Malik zijn Red Skull-identiteit had overgenomen, liet hij hem vermoorden.
Red Skull startte een nazi-kolonie op een klein verlaten eiland, en adopteerde een dochter die uiteindelijk bekend zou komen te staan als Sin. Hij en Captain America zetten hun persoonlijke oorlog voort. De strijd bereikte een keerpunt toen Red Skull ontdekte dat het gas wat hem jaren in schijndood had gehouden langzaam uitgewerkt raakte, en hij razendsnel verouderde tot wat momenteel zijn leeftijd zou moeten zijn, ver in de 80. In een laatste poging zijn vijand te verslaan ontvoerde hij Captain America’s bondgenoten en dwong hem om zich over te geven en een behandeling te ondergaan die hem verouderde tot de leeftijd die hij zou moeten hebben. Daarna vochten de twee nog eenmaal, waarbij Red Skull stierf. Captain America’s jeugd werd later door de Avengers hersteld.

### Terugkeer
Red Skull bleef niet lang dood. De nazi-geneticus Arnim Zola maakte met DNA-materiaal een kloon van Captain America, en liet Skull’s herinneringen en persoonlijkheid overplaatsen in dit lichaam. In zijn nieuwe lichaam nam Red Skull het alias van "John Smith" (ironisch, de Engelse versie van zijn oude naam) aan. Hij gaf zijn oude doelen op, en richtte zijn aandacht op Amerika. Hij wilde vooral controle krijgen over "The Commission", een overheidsinstelling die toezicht hield op de Amerikaanse superhelden.
Skull veranderde ook zijn manier van werken. Hij begon nu organisaties te financieren die rechtstreeks voor hem werkten. Verder probeerde hij Captain America’s reputatie te vernietigen door hem te vervangen door een dubbelganger genaamd John Walker. Dit mislukte toen de dubbelganger zich tegen Skull keerde en hem het Dust of Death gif liet inademen. Red Skull overleefde dit, maar zijn gezicht veranderde in een echte rode schedel in plaats van het masker dat hij vroeger droeg.
Skull’s relatie met andere superschurken verliep niet soepel aangezien de meeste niets van hem wilde weten vanwege zijn naziverleden. De mutante terrorist Magneto, zelf een overlevende van de Holocaust, probeerde Skull zelfs te doden vanwege het feit dat hij een nazi was. Skull probeerde ook een bondgenootschap te sluiten met Kingpin, maar die weigerde.
Skull’s nieuwe identiteit werd uiteindelijk ontdekt. Hij werd gearresteerd en naar Duitsland gebracht om te worden veroordeeld wegens misdaden tegen de menselijkheid. Hij wist maar net te ontsnappen, en zette zijn eigen dood in scène. Skull kwam daadwerkelijk om het leven toen hij en Captain America probeerden een zogenaamde kosmische kubus die Adolf Hitler’s geest bevatte te vernietigen. De ontploffing doodde Skull.

### Kosmische terugkeer
Na zijn dood belandde Skull in een helachtige dimensie, gemaakt door de kubus. Zijn kwaadaardigheid was echter zo groot dat hij kon ontsnappen. Hij bezat nu ook beperkte realiteitveranderende krachten, die hem tot een grotere bedreiging maakten dan eerst. Hij sloot een bondgenootschap met Kang the Conqueror, en probeerde de kracht van Galactus te stelen. Skull werd verslagen door Korvac, die zijn krachten stal en hem naar de Aarde verbande.
Skull probeerde later van lichaam te ruilen met Aleksander Lukin, maar was enkel in staat zijn geest over te brengen op Lukin’s lichaam. Met de Amerikaanse superhelden momenteel verdeeld over twee kampen dankzij de registratiewet voor supermensen, heeft Red Skull/Lukin een bondgenootschap gevormd met Dr. Faustus en Dr. Doom.

## Krachten en vaardigheden
De Red Skull had geen superkrachten. Hij was echter wel een ervaren strateeg en politiek meesterbrein. Toen Skull het gekloonde lichaam van Captain America kreeg, verkreeg hij ook diens krachten: kracht, snelheid en uithoudingsvermogen zo groot als maximaal mogelijk voor een mens. Hij is getraind in het gebruik van de meeste vuurwapens, en is een ervaren vechter.
Red Skull heeft altijd een speciale sigaret bij zich waarmee hij een dodelijke dosis van zijn favoriete gif "Dust of Death"(dat het slachtoffer dezelfde rode schedel als hijzelf geeft) kan afschieten.

## In andere media

### Marvel Cinematic Universe
Sinds 2011 verscheen dit personage in het Marvel Cinematic Universe en wordt vertolkt door Hugo Weaving. De rol werd later overgenomen door acteur Ross Marquand. Red Skull is de vijand van Captain America. Wanneer hij in gevecht raakt met Captain America en ziet dat hij het gevecht niet kan winnen besluit hij een oneindigheidssteen vast te houden wat hem tot stof doet verpulveren. Jaren wordt niks meer van hem vernomen tot hij opduikt op de planeet Vormir waar Thanos en Gamora op zoek zijn naar een oneindigheidssteen. Het blijkt dat toen de Red Skull tot stof verpulverde hij in werkelijkheid naar deze planeet werd getransporteerd en is hij vervloekt om de oneindigheidssteen op Vormir te bewaken. Red Skull is onder andere te zien in de volgende films en serie:
- Captain America: The First Avenger (2011)
- Avengers: Infinity War (2018)
- Avengers: Endgame (2019)
- What If...? (2021) (stem) (Disney+)

### Televisieserie
- In de animatieserie Spider-Man: The Animated Series verscheen Red Skull tijdens de “Six Forgotten Warriors” verhaallijn in het laatste seizoen. Hierin bleek dat tijdens de Tweede Wereldoorlog hij en Captain America in een vortex werden opgesloten. Beide worden bevrijd door Red Skull’s zoon, Rhineholt, maar belanden uiteindelijk weer in de vortex. In de “Secret Wars” verhaallijn is Red Skull een van de schurken die door de Beyonder wordt uitgekozen om Spider-Man te bevechten. Red Skulls stem werd gedaan door Earl Boen.
- In de X-Men animatieserie verscheen de Red Skull in een flashback in aflevering 73.

### Overig
- In de low-budget Captain America film uit 1990 werd Red Skull gespeeld door Scott Paulin. Zijn achtergrond in de film is anders dan in de strips. De filmversie van Red Skull was een Italiaanse fascist genaamd Tadzio de Santis, die als kind werd ontvoerd door het leger en gebruikt door de nazi’s voor hun experiment om een "übermensch" te maken.
- Red Skull was de eindbaas in het computerspel Captain America and the Avengers.

## Trivia
- In Duitsland heet Red Skull 'Roter Totenschädel'.